# تل بيبة
تل بيبة هي قرية لبنانية من قرى قضاء عكار في محافظة الشمال. تقع في تجمع للقرى يسمى السهل في عكار.